# Грејам Хил
Грејам Хил (енгл. Graham Hill; Лондон, 15. фебруар 1929 — Лондон, 29. новембар 1975) је био британски возач формуле 1 и двоструки светски шампион.
Отац је Дејмона Хила, такође светског шампиона формуле 1.

## Биографија
Грејам Хил је рођен 15. фебруара 1929. године у Хемпштеду, северозападном делу Лондона.
Пре него што је почео тркачку сезону служио је у морнарици.
Године 1954. почео је да вози за мото-клуб у Брандс Хечу.
Дебитовао је у Формули 3.
Врло брзо је прешао у тим Лотуса да ради као механичар, али је успео да издејствује да постане возач.
Године 1955. оженио је Бети и са њом је имао две ћерке Бригиту и Саманту и сина Дејмона.
Дејмон је касније такође постао шампион формуле 1 и он је једини син бившег светског шампиона који је успео у томе!
Погинуо је 29. новембра 1975. године када се авион Пајпер којим је он пилотирао срушио северно од Лондона.

## Формула 1
Прва трка Грејама Хила је била Велика награда Монака 1958. године.
Возио је за тим Лотуса.
Године 1960. је прешао да вози за тим БРМ.
Своју прву гран при победу забележио је на ВН Холандије 1962. године.
Исте сезоне (1962) је први пут освојио титулу светског шампиона формуле 1.
Исти успех поновио је 1968. године, након што се годину дана раније вратио у тим Лотуса.
На ВН САД 1960. године Хил је доживео удес из кога је изашао са сломљеним ногама.
То је утицало да привремено прекине каријеру.
Након оправка, наставио је да вози, али без већег успеха.
Задњу трку је возио на ВН Монака, 1975. године.
Укупно је учествовао на 179 трка, 14 пута је био најбржи, а 36 пута је излазио на подијум.
Остварио је 13 пол позиција и 10 пута је извезао најбржи круг трке.